# Ministère de l'Agriculture, des Forêts et de la Pêche
Le ministère de l'Agriculture, des Forêts et de la Pêche (農林水産省, Nō-rin-suisan-shō) est un des départements ministériels du Cabinet du Japon. Il est souvent abrégé en japonais en Nōsuishō (農水省). 
Il siège au 1-2-1 Kasumigaseki, Chiyoda-ku à Tokyo, dans le Bâtiment commun n°1 du gouvernement central. Il est dirigé par le ministre de l'Agriculture, des Forêts et de la Pêche (農林水産大臣, Nō-rin-suisan-daijin). 
Il s'agit, depuis le 21 mai 2025, de Shinjirō Koizumi, membre du 103e Cabinet du Japon emmené par Shigeru Ishiba.

## Histoire
Le ministère est l'héritier de l'ancien ministère de l'Agriculture et du Commerce (農商務省, Nō-shōmu-shō), lui-même créé en 1881 au sein du Grand Conseil d'État (太政官, Dajōkan) en pleine révolution Meiji. Cette administration est maintenue après l'adoption de la Constitution Meiji en 1889. 
En 1925, un ministère du Commerce et de l'Industrie (商工省, Shōkō-shō) à part entière est formé, et l'administration chargée de l'agriculture prend sa forme actuelle sous le nom de ministère de l'Agriculture et des Forêts (農林省, Nō-rin-shō). Il conserve toutefois jusqu'en 1945 une influence très nette pour l'ensemble de la politique économique puisqu'il garde la responsabilité de superviser la Loi industrielle de 1903, qui régule les heures de travail et la sécurité des travailleurs dans les secteurs secondaire et primaire. De 1943 à 1945, le Commerce revient même temporairement, après la nationalisation des industries japonaises pour soutenir l'effort de guerre, dans le giron du ministère de l'Agriculture, qui reprend le nom de ministère de l'Agriculture et du Commerce (農商省, Nō-shō-shō). 
Après la Seconde Guerre mondiale, il reprend le nom de ministère de l'Agriculture et des Forêts. En 1978, son nom est étendu pour prendre son appellation actuelle : Ministère de l'Agriculture, des Forêts et de la Pêche (農林水産省, Nō-rin-suisan-shō). En mentionnant clairement la Pêche, le gouvernement tend ainsi à démontrer que cette administration est chargée de l'ensemble du secteur primaire de l'économie japonaise.
Sous les administrations du Parti libéral-démocrate (PLD) qui gouverne le Japon pratiquement sans discontinuer de 1955 à 1993 et de 1994 à 2009, en s'appuyant fortement sur l'électorat rural, ce département obtient un poids et une influence politique importante. Le nom de « Tribu de l'Agriculture et des Forêts » (農林族, Nōrin zoku) est donné au groupe des parlementaires qui se spécialisent tout particulièrement, de par leurs parcours professionnels et politiques, dans les affaires agricoles, des forêts ou de la pêche. Ils forment l'un des plus puissants lobbies au sein de la classe politique japonaise,. 
Les hauts-fonctionnaires du MAFF, la Nōrin zoku et les organisations représentant les agriculteurs, sylviculteurs ou pêcheurs soutiennent généralement un fort protectionnisme et s'opposent à toute ouverture totale du marché aux produits étrangers. Le MAFF est de plus en plus critiqué à partir des années 1990 au sein de la classe politique (essentiellement parmi les nouvelles générations d'hommes politiques libéraux ou réformateurs qui vont aboutir à la création du Parti démocrate du Japon PDJ en 1998 ou à l'arrivée à la tête du PLD et du Japon pendant 5 ans de 2001 à 2006 de Jun'ichirō Koizumi) comme l'une des administrations les plus conservatrices, et comme un outil utilisé par les hommes politiques de la Nōrin zoku pour fidéliser leurs circonscriptions rurales et ainsi mettre en place une forme de système clientéliste,.

## Missions
Selon son site officiel, « le ministère prend complètement en charge l'administration liée aux produits de l'agriculture, de la sylviculture et de la pêche, allant de la production à la consommation et aussi au développement rural et à la promotion du bien-être des ruraux avec en vue d'achever un approvisionnement stable en nourriture, un développement sain des industries de l'agriculture, de la sylviculture et de la pêche et l'amélioration du bien-être des habitants des zones rurales ». 

## Administration interne

### Ministres, vice-ministres et secrétaires parlementaires
- Ministre (大臣, Daijin?) :

| Personnalité     | Parti | Faction | Diète        | Circonscription                                      |
| ---------------- | ----- | ------- | ------------ | ---------------------------------------------------- |
| Shinjirō Koizumi | PLD   |         | Représentant | Onzième circonscription de la préfecture de Kanagawa |

- 1ers vice-ministres (副大臣, Fuku-daijin?) :

| Personnalité       | Parti | Faction | Diète        | Circonscription                                     |
| ------------------ | ----- | ------- | ------------ | --------------------------------------------------- |
| Hiroyoshi Sasagawa | PLD   |         | Représentant | Troisième circonscription de la préfecture de Gunma |
| Hirofumi Takinami  | PLD   | Motegi  | Conseiller   | Circonscription électorale de Fukui                 |

- Secrétaires parlementaires (政務官, Seimukan?) :

| Personnalité     | Parti   | Faction   | Diète         | Circonscription                           |
| ---------------- | ------- | --------- | ------------- | ----------------------------------------- |
| Kenichi Shōji    | Kōmeitō | Takeshita | Représentante | Circonscription proportionnelle du Tōhoku |
| Sachiko Yamamoto | PLD     |           | Conseiller    | Circonscription électorale de Mie         |

### Vice-ministre administratif
Le « vice-ministre administratif » (事務次官, Jimu-jikan) est au Japon le haut fonctionnaire placé au sommet hiérarchique de l'administration d'un ministère, juste après le ministre, les premiers vice-ministres et les secrétaires parlementaires qui sont eux des hommes politiques membres du gouvernement. Depuis la réforme de 1998, appliquée en 2001, il n'y en a plus qu'un par ministère. Le vice-ministre administratif assiste le ministre dans des domaines tels que maintenir l'ordre dans les affaires administratives du ministère ou superviser le travail des divisions, bureaux, institutions affiliées et bureaux locaux. Jusqu'en 2009, une conférence des vice-ministres administratifs (事務次官等会議, Jimu-jikan-tō kaigi) de chaque ministère se réunissait deux fois par semaine (le lundi et le jeudi), un jour avant un conseil des ministres, pour coordonner les dossiers à l'ordre du jour de ce dernier. Cette réunion, critiquée tout particulièrement par le PDJ et de manière générale par les membres de l'opposition au PLD comme l'un des principaux symboles de la trop forte place laissée aux hauts-fonctionnaires dans la direction de l'État au détriment des hommes politiqueS, a été supprimée dès l'arrivée au pouvoir des démocrates en septembre 2009. L'actuel vice-ministre administratif de l'Agriculture, des Forêts et de la Pêche est, depuis le 30 juillet 2010, Katsuhiro Machida (avant sa nomination à ce poste, il était directeur-général de l'Agence de la Pêche).

### Services administratifs
- Secrétariat du ministre (大臣官房, Daijin kanbō?)
- Bureau général de l'alimentation (総合食料局, Sōgō jikiryō kyoku?)

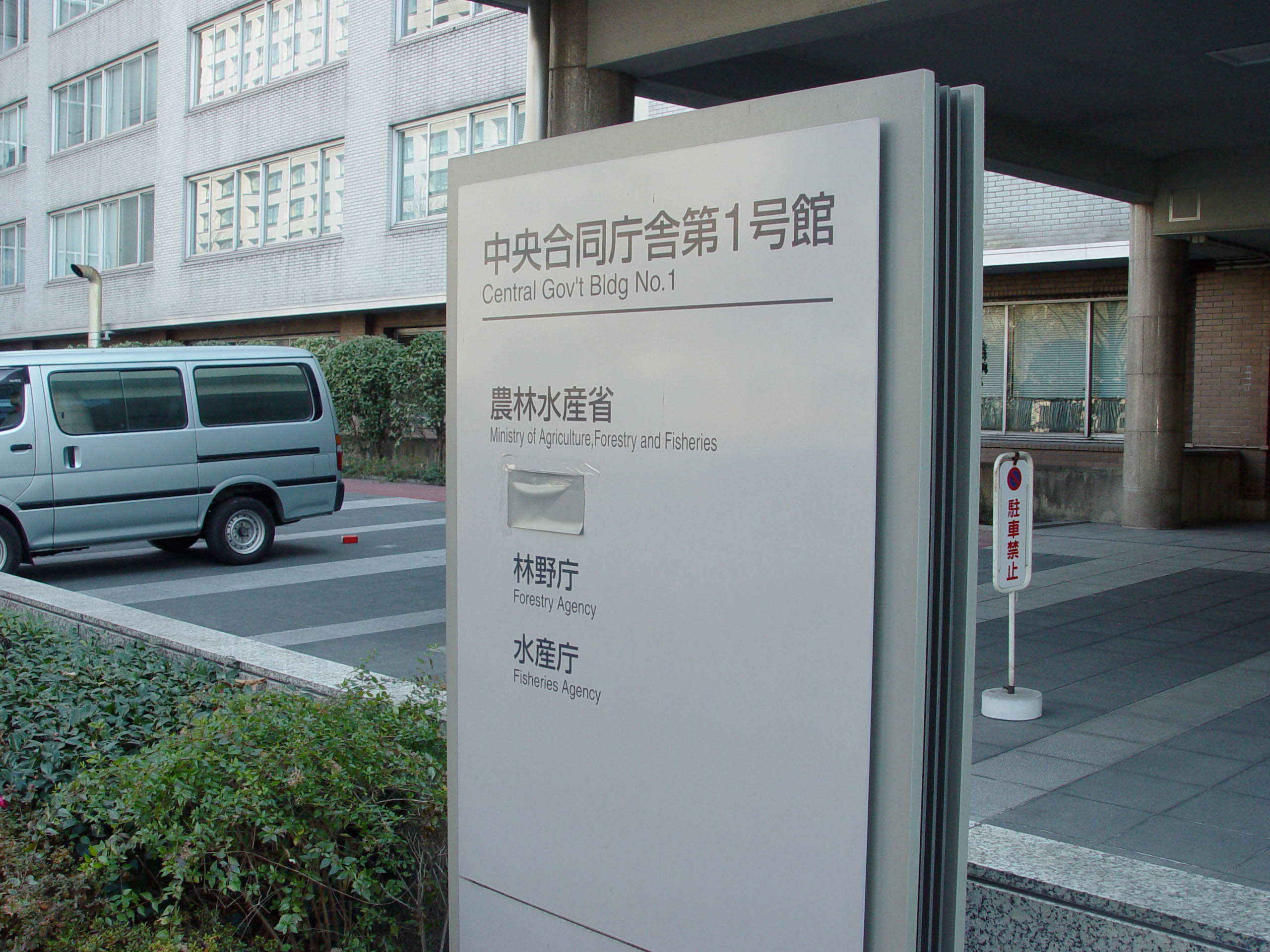
Panneau d'entrée du bâtiment gouvernemental n°1

  - Division des affaires générales (総務課, Sōmu ka?)
  - Division de la distribution (流通課, Ryūtsū ka?)
  - Division de la planification de l'industrie alimentaire (食品産業企画課, Shokuin sangyō kikaku ka?)
  - Division de la promotion de l'industrie alimentaire (食品産業振興課, Shokuin sangyō shinkyō ka?)
  - Inspecteur des transactions de produits (商品取引監理官, Shōhin torihiki kanrikan?)
  - Département de l'alimentation de base (食糧部, Shokuryō bu?) : s'occupe essentiellement du marché du riz et des céréales. 
    - Division de la planification (計画課, Keikaku ka?)
    - Division de la consommation et de la distribution (消費流通課, Shōhi ryūtsū ka?)
    - Division du commerce de l'alimentation de base (食糧貿易課, Shokuryō bōeki ka?)
- Bureau de la consommation et de la sécurité (alimentaire) (消費・安全局, Shōhi - Anzen kyoku?)
  - Division des affaires générales (総務課, Sōmu ka?)
  - Division des politiques de la consommation et de la sécurité (alimentaire) (消費・安全政策課, Shōhi - Anzen seisaku kyoku?)
  - Division des étiquetages et normes (表示・規格課, Hyōji - Kikaku ka?)
  - Division de contrôle de la sécurité des produits agricoles (農産安全管理課, Nō-san anzen kanri ka?)
  - Division de contrôle de la sécurité des produits de l'élevage et de la pêche (畜水産安全管理課, Chiku-sui-san anzen kanri ka?)
  - Division de la prévention des épiphyties (植物防疫課, Shokubutsu bōeki ka?)
  - Division de la santé animale (動物衛生課, Dōbutsu eisei ka?)
  - Informateur des consommateurs (消費者情報官, Shōhisha jōhōkan?)
- Bureau de la production (生産局, Seisan kyoku?) : ne s'occupe que de la production agricole :
  - Division des affaires générales (総務課, Sōmu ka?)
  - Division d'aide à la production agricole (農業生産支援課, Nōgyō seisan shien ka?)
  - Division de la diffusion des techniques (技術普及課, Gijutsu fukyū ka?)
  - Division de la propriété intellectuelle (知的財産課, Chiteki-zaisan ka?)
  - Division de la promotion de la distribution de la production (生産流通振興課, Seisan ryūtsū shinkyō ka?)
  - Division d'adaptation de l'agriculture à l'environnement (農業環境対策課, Nōgyō kankyō taisaku ka?)
  - Département de l'élevage (畜産部, Chikusan bu?)
    - Division de la planification de l'élevage (畜産企画課, Chikusan kikaku ka?)
    - Division de la promotion de l'élevage (畜産振興課, Chikusan shinkyō ka?)
    - Division du lait et des produits laitiers (牛乳乳製品課, Gyūnyū Nyū-seihin ka?)
    - Division de la viande et des œufs (食肉鶏卵課, Shokuniku keiran ka?)
    - Division de contrôle des courses de chevaux (競馬監督課, Keiba kantoku ka?)
- Bureau de la gestion (経営局, Keiei kyoku?) : s'occupe surtout d'optimisation de la gestion des exploitations :
  - Division des affaires générales (総務課, Sōmu ka?)
  - Division des politiques de gestion (経営政策課, Keiei seisaku ka?)
  - Division de l'amélioration des infrastructures (構造改善課, Kōzō kaizen ka?)
  - Division du développement des ressources humaines (人材育成課, Jinzai ikusei ka?)
  - Division des coopératives (協同組織課, Kyōdō soshiki ka?)
  - Division de régulation des finances (金融調整課, Kinyū chōsei ka?)
  - Division des assurances (保険課, Hoken ka?)
  - Inspecteur des assurances (保険監理官, Hoken kanrikan?)
- Bureau du développement rural (農村振興局, Nōson shinkyō kyoku?)
  - Division des affaires générales (総務課, Sōmu ka?)
  - Département de la politique rurale (農村政策部, Nōson seisaku bu?)
    - Division de la planification rurale (農村計画課, Nōson keikaku ka?)
    - Division de la promotion des régions montagneuses (中山間地域振興課, Chūsankanchiiki shinkyō ka?)
    - Division des interactions entre zones urbaines et rurales (都市農村交流課, Toshi Nōson kōryū ka?)
    - Division de l'environnement rural (農村環境課, Nōson kankyō ka?)

  - Département de la maintenance (整備部, Seibi bu?) : s'occupe du développement des infrastructures en zones rurales : 
    - Division du plan (設計課, Sekkei ka?)
    - Division de la promotion de l'amélioration des terrains (土地改良企画課, Touchi kairyō kikaku ka?)
    - Division des ressources en eau (水資源課, Mizushigen ka?)
    - Division des ressources en terres agricoles (農地資源課, Nōchi-shigen ka?)
    - Division de la gestion des catastrophes (防災課, Bōsai ka?)
    - Directeur de la maintenance rurale (農村整備官, Nōson seibi-kan?)

### Institutions affiliées ou Offices
Six « Institutions affiliées » ou « Offices » (施設等機関, Shisetsutō kikan) sont liées au ministère :
- deux centres de prévention (防疫所, bōeki sho?), ou quarantaines végétales : 
  - l'Institut de prévention des épiphyties (植物防疫所, Shokubutsu bōeki sho?, PPS), basé dans l'arrondissement de Naka à Yokohama (préfecture de Kanagawa) avec des antennes à Nagoya (Aichi), Kōbe (Hyōgo) et l'arrondissement de Moji à Kitakyūshū (Fukuoka).
  - l'Office de prévention des épiphyties de Naha (那覇植物防疫事務所, Naha shokubutsu bōeki jimusho?), basé dans la ville de Naha (préfecture d'Okinawa), avec des antennes à Okinawa, Miyakojima et Ishigaki. Il se limite à la préfecture d'Okinawa, qui dispose d'une végétation et d'une agriculture propre (canne à sucre, ananas) liées à son climat subtropical.
- le Service de quarantaine animale (動物検疫所, Dōbutsu kenekisho?, AQS), basé dans l'arrondissement d'Isogo à Yokohama (préfecture de Kanagawa), avec des antennes dans les ports de Kōbe (Hyōgo), Kitakyūshū (Fukuoka) et Naha (Okinawa), et les aéroports internationaux de Narita (Chiba), du Chūbu (Tokoname, Aichi) et du Kansai (Ōsaka).
- le Laboratoire d'essai des médicaments vétérinaires (動物医薬品検査所, Dōbutsu iyakuhin kensajo?, NVAL) de Kokubunji (Tōkyō).
- l'Institut de formation de l'Agriculture, des Forêts et de la Pêche (農林水産研修所, Nō-rin-suisan kenshūjo?), qui assure la formation de l'administration du ministère.
- l'Institut de recherche politique de l'Agriculture, des Forêts et de la Pêche (農林水産政策研究所, Nō-rin-suisan seisaku kenkyūjo?).

### Institution spéciale
Une « Institution spéciale » ou « Organisation attachée » (特別の機関, Tokubetsu no kikan) dépend du ministère : 
- la Conférence technique de l'agriculture, des forêts et de la pêche (農林水産技術会議, Nō-rin-suisan gijutsu kaigi?, AFFRC), composée de six membres.

### Organes consultatifs
Six « Organes consultatifs » ou « conseils » (審議会, Shingikai) assistent le ministère dans ses missions :
- le Conseil pour les politiques alimentaires, agricoles et rurales (食料・農業・農村政策審議会, Jikiryō - nōgyō - nōson seisaku shingikai?)
- la Commission d'évaluation pour les institutions administratives indépendantes (独立行政法人評価委員会, Dokuritsu gyōsei hōjin hyōka iinkai?)
- le Conseil d'investigation des normes de l'agriculture et des forêts (農林物資規格調査会, Nō-rin-butsushi kikaku chōsakai?)
- le Conseil du matériel agricole (農業資材審議会, Nōgyō shizai shingikai?)
- le Conseil des affaires vétérinaires (獣医事審議会, Jūiki shingikai?)
- le Comité de révision des assurances agricoles, forestières et de la pêche (農林漁業保険審査会, Nō-rin-gyo-gyō hoken shinsa-kai?)

### Bureaux locaux
Le ministère dispose de sept Bureaux régionaux de la politique agricole (地方農政局, Chihō nōsei kyoku), soit une dans pratiquement toutes les régions du Japon, pour y relayer l'action du ministère pour les questions de politique agricole. Hokkaidō dispose de son propre Office de la politique agricole de Hokkaidō (北海道農政事務所, Hokkaidō nōsei jimusho), constituant une structure à part. Pour sa part, Okinawa tombe, pour ces questions, sous le couvert du Département de l'Agriculture, des Forêts et de la Pêche (農林水産部, Nō-rin-suisan bu) du Bureau d'administration générale d'Okinawa (沖縄総合事務局, Okinawa sōgō jimu kyoku) au sein du Bureau du Cabinet. Le MAFF dispose librement de ce Département.   
De plus, des Offices régionaux de la politique agricole (地方農政事務所, Chihō nōsei jimusho) ont été installés dans les 38 préfectures, en dehors de Hokkaidō et Okinawa, qui ne disposent pas déjà d'un Bureau régional ou de l'Office de Hokkaidō. 

### Institutions administratives indépendantes
Quinze « Institutions administratives indépendantes » (独立行政法人, Dokuritsu gyōsei hōjin) sont sous le contrôle du ministère :
- le Centre technique de l'Agriculture, des Forêts et de la Pêche, de la Consommation et de la Sécurité alimentaire (農林水産消費安全技術センター, Nō-rin suisan shōhi anzen gijutsu sentā?) : s'occupe de la gestion des inspections matérielles.
- le Centre de gestion des semences (種苗管理センター, Shubyō kanri sentā?)
- le Centre d'amélioration du cheptel (家畜改良センター, Kachiku kairyō sentā?)
- l'Université nationale de la pêche (水産大学校, Suisan daigakkō?)
- l'Organisation de recherche générale sur les techniques industrielles agro-alimentaires (農業・食品産業技術総合研究機構, Nōgyō-shokuhin sangyō gijutsu sōgō kenkyū kikō?), qui comporte lui-même cinq centres nationaux de recherche (avec un centre principal à Tsukuba dans la préfecture d'Ibaraki, mais aussi les centres de Hokkaidō à Sapporo, du Tōhoku à Morioka, de Kinki-Chūgoku-Shikoku à Fukuyama et de Kyūshū-Okinawa à Kōshi), l'Académie nationale des agriculteurs, huit instituts de recherche (des céréales, des arbres fruitiers, de la floriculture, des légumes et du thé, de l'élevage et des pâturages, de la santé animale, de l'ingénierie rurale et enfin de l'alimentation) et d'un centre de recherche avancé en biotechnologie.
- l'Institut de recherche sur les ressources agro-biologiques (農業生物資源研究所, Nōgyō-seibutsu-shigen kenkyūjo?)
- l'Institut de recherche technique agro-environnemental (農業環境技術研究所, Nōgyō-kankyō gijutsu kenkyūjo?)
- le Centre de recherche international sur les sciences de l'agriculture, des forêts et de la pêche (国際農林水産業研究センター, Kokusai nō-rin-suisan-gyō kenkyū sentā?)
- l'Institut de recherche générale sur la forêt (森林総合研究所, Shinrin sōgō kenkyūjo?)
- le Centre d'amélioration des bois (林木育種センター, Rinki ikushu sentā?)
- le Centre de maintenance des terres agricoles et forestières (森林農地整備センター, Shinrin nōchi seibi sentā?)
- le Centre de recherche générale sur la pêche (水産総合研究センター, Suisan sōgō kenkyū sentā?), avec sept instituts de recherches zonales (outre l'institut central de Yokohama, figurent ceux de Hokkaidō à Koshiro, du Tōhoku à Shiogama, de la mer intérieure de Seto à Hatsukaichi, du Seikai à Nagasaki, de la mer du Japon à Niigata et de la haute-mer à Shizuoka), deux instituts de recherches sectorielles (de l'aquaculture du district de Watarai dans la préfecture de Mie, et de l'ingénierie de la pêche à Kamisu dans la préfecture d'Ibaraki), un centre de la ressource en saumon à Sapporo, un centre de renforcement des stocks et un centre de renseignement et de développement, ces deux derniers situés à Yokohama.
- l'Organisation de promotion des industries agro-pastorales (農畜産業振興機構, Nō-chiku sangyō shinkyō kikō?)
- la Caisse de retraite des agriculteurs (農業者年金基金, Nōgyōsha nenkin kikin?)
- la Caisse de crédits pour les activités agricoles, forestières et de la pêche (農林漁業信用基金, Nō-rin-gyo-gyō shinyō kikin?)

### Organes indépendants
Deux « Bureaux extérieurs » ou « Organes indépendants » (外局, Gai kyoku) sont également placés sous la juridiction du ministère, et siègent dans le même bâtiment que lui : 
- l'agence des Forêts (林野庁, Rinya-chō?). Elle a été créée en 1949. Elle prépare, organise et met en place la politique concernant le parc forestier (privé ou domanial) et son exploitation. Elle dispose de son propre organe consultatif : le Conseil de la politique forestière (林政審議会, Rin-sei shingikai?) ; de sa propre institution associée : l'Institut de formation générale technique des forêts (森林技術総合研修所, Shinrin gijutsu sōgō kenshūjo?) ; et de ses propres bureaux régionaux : sept Bureaux de gestion des forêts (森林管理局, Shinrin kanri kyoku?), soit un par région (celles de Kinki et de Chūgoku possèdent un bureau commun), desquels dépendent 114 Offices de gestion des forêts (森林管理署, Shinrin kanri sho?) répartis dans les 47 préfectures.
- l'agence de la Pêche (水産庁, Suisan-chō?). Elle prépare, organise et met en place la politique concernant l'exploitation, la gestion des ressources, les impacts économiques et environnementaux et les infrastructures de la pêche. Elle dispose de son propre organe consultatif : le Conseil de la politique de la pêche (水産政策審議会, Suisan seisaku shingikai?) ; et de six bureaux régionaux : les Offices de régulation de la pêche (漁業調整事務所, Gyogyō chōsei jimusho?) de Hokkaidō à Sapporo, Sendai (pour les eaux bordant le Tōhoku), Niigata et Sakaiminato pour la mer du Japon, Kōbe pour la mer intérieure de Seto et Fukuoka pour la mer de Chine orientale.